# Famille d'Hoffelize
 (mai 2023).
Si vous disposez d'ouvrages ou d'articles de référence ou si vous connaissez des sites web de qualité traitant du thème abordé ici, merci de compléter l'article en donnant les références utiles à sa vérifiabilité et en les liant à la section « Notes et références ».
La famille d'Hoffelize est une lignée lorraine de la noblesse française d'Ancien Régime dont les possessions dans les Vosges ont été érigées en comté d'Hoffelize par le duc de Lorraine Léopold Ier en 1726.

## Histoire
La première mention connue de la famille d'Hoffelize est datée de 1251. il s'agit d'un hommage rendu par Henri de Hoffelize à Catherine de Limbourg, alors régente du duché de Lorraine, et son fils Ferry, "pour deux charretés de vin sur Sierck".
Les seigneurs de Linange donnent en 1456 à Regnauld d'Hoffelize une terre dépendante de la seigneurie de Marimont et située à Obersing, lieu aujourd'hui disparu mais situé à proximité de l'actuelle commune de Bourdonnay. Les descendants de Regnauld d'Hoffelize prêtent ensuite régulièrement hommage aux seigneurs de Linange pour le fief d'Obersing, au moins jusqu'en 1647. La famille d'Hoffelize est également implantée à Vic-sur-Seille, où elle possède l'actuel hôtel de la Monnaie. Les d'Hoffelize font par ailleurs construire en 1622 une chapelle dans l'église Saint-Marien de Vic-sur-Seille et Elisabeth (ou Ysabeau) Fournier, alors veuve de César d'Hoffelize, y fonde une messe perpétuelle après le décès de son époux. Un monument érigé dans l'église par Ferdinand Alfred O'Gorman et son épouse Alice-Marguerite d'Hoffelize au XIXe siècle célèbre la mémoire de César et Elisabeth d'Hoffelize.
La famille d'Hoffelize est également implantée à Valfroicourt (Vosges), où elle acquiert des terres en 1627, et à La Neuveville-devant-Nancy et Hoéville (Meurthe-et-Moselle). Ces possessions dans les Vosges sont érigées en comté par le duc de Lorraine Léopold Ier en 1726. Le village de Bainville, actuelle commune de Bainville-aux-Saules, prend alors le nom d'Hoffelize jusqu'à la Révolution.
Le comte et la comtesse d'Hoffelize émigrent à la Révolution. Les deux fils du comte, Joseph-Gaspard d'Hoffelize et Christophe-Thiébault, servent dans l'armée de Condé puis reviennent en France à la Restauration, où ils sont élus députés respectivement de Moselle en 1822 et de Meurthe en 1824. Joseph-Gaspard est par ailleurs nommé pair de France le 5 novembre 1827. La famille d'Hoffelize s'allie notamment avec la famille O'Gorman en 1857, lors du mariage de Ferdinand Alfred O'Gorman avec Alice-Marguerite d'Hoffelize.

## Personnalités
- Joseph-Gaspard d'Hoffelize
- Christophe-Thiébault d'Hoffelize